# Augusta AVA
Augusta AVA ist ein seit dem 20. Juni 1980 durch das Bureau of Alcohol, Tobacco, Firearms and Explosives anerkanntes Weinbaugebiet im US-Bundesstaat Missouri. Es handelt sich dabei um die älteste American Viticultural Area der Vereinigten Staaten und wurde acht Monate vor der sehr bekannten Napa Valley AVA im Norden Kaliforniens definiert.

## Lage
Die Rebflächen verteilen sich dabei auf Flächen in der Nähe der namensgebenden Stadt Augusta am Schnittpunkt der Grenzen der Verwaltungseinheiten St. Charles County, Warren County und Franklin County. Das Gebiet liegt ca. 60 km westlich von St. Louis am Missouri River. Die Gegend ist bekannt für die Flussauen und das Schwemmland.

## Geschichte
Die Gegend um Augusta wurde im Jahr 1836 von Europäern besiedelt. Die heutige Stadt Augusta wurde von Leonard Harold, aus dem Gefolge von Daniel Boone, als Bootsanlegeplatz am Missouri gegründet. Der ursprüngliche Name von Augusta war Mount Pleasant und der Bootsanlegeplatz hieß Augusta Bend. Im Jahr 1855 erhielt die Siedlung ihren heutigen Namen. 4 Jahre später legten Georg und Friedrich Muench den Grundstein des noch heute existierenden Weinguts Mount Pleasant Winery. Im Jahr 1872 veränderte eine Flut den Lauf des Missouri River. Die ehemalige Bootsanlegestelle verlandete und bot auf dem Schwemmland Flächen zur Anlage neuer Rebflächen. Ende der 1880er Jahre bis zu Beginn des 20. Jahrhunderts blühte der Weinbau der Region und Wein aus Missouri wurde bis in die östlichen Ausläufer der Rocky Mountains geliefert. Die Prohibition brachte den Weinbau jedoch völlig zum Erliegen und es sollte bis Anfang der 1960er Jahre dauern, bis Neuanpflanzungen vorgenommen wurden. Eine ganze Reihe der heute existierenden Weingüter stammt aus dieser Zeit.
Seit dem Jahr 2003 sind die Weine des Gebiets auch in Deutschland erhältlich und konnten bereits gute Benotungen in der deutschen Weinzeitschrift Selection aus Mainz erzielen.

## Rebsorten

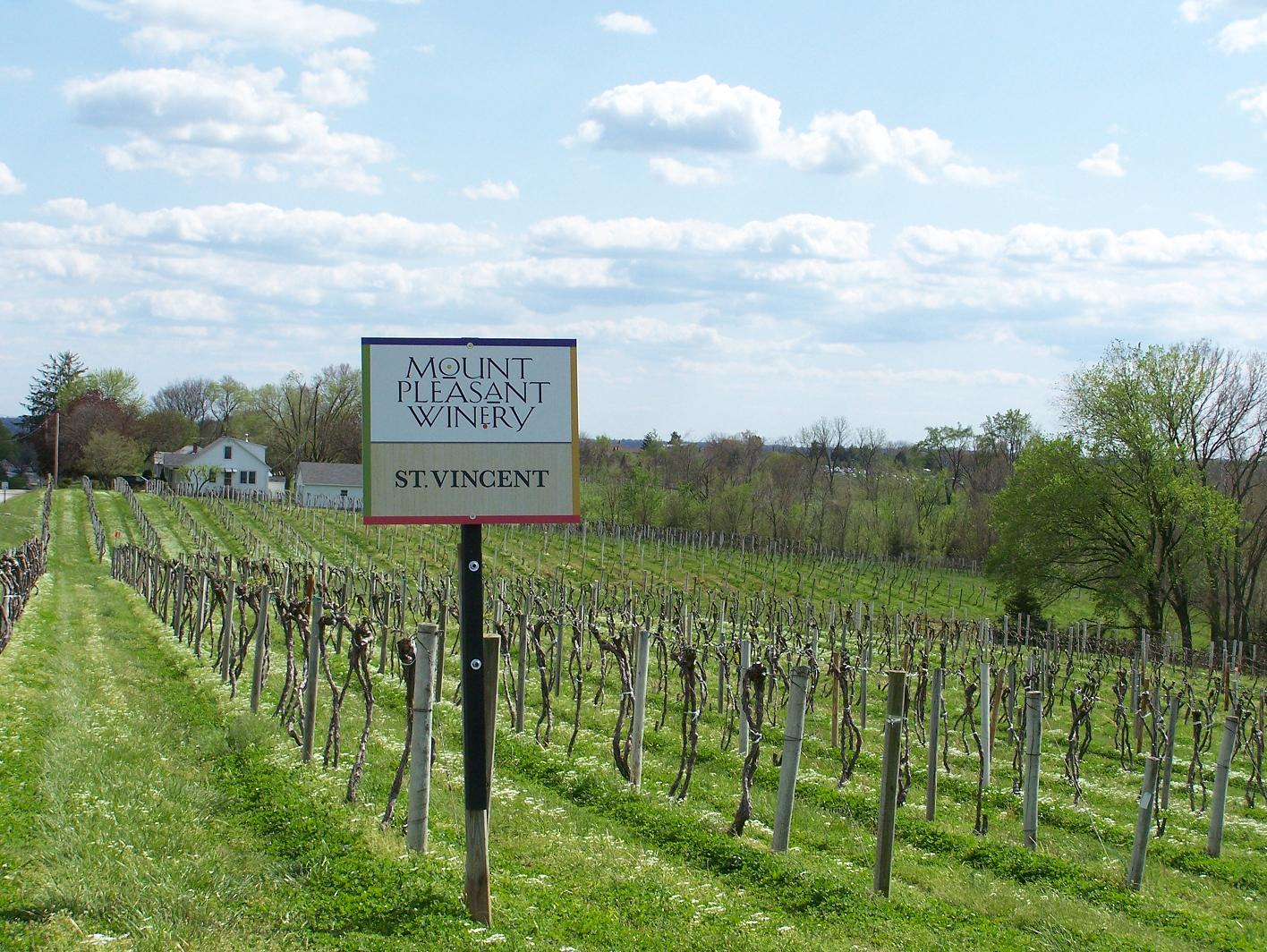
Rebstöcke der Sorte St. Vincent in der Nähe der Route 94.

Die Augusta AVA ist mittlerweile mit einigen europäischen Edelreben wie den Sorten Cabernet Sauvignon, Chardonnay und Merlot bestockt. Wichtigste Rebsorte bleibt aber ein Abkömmling der Wildrebe Vitis aestivalis, die Rebsorte Norton. Die französischen Hybridreben Chambourcin, Chardonel, Couderc Noir, Rayon d’Or, Seyval Blanc, St. Vincent und Vidal Blanc sind jedoch ebenfalls sehr beliebt.